# Kálevala
Kalevala (en ruso: Калевала y en finés Uhtua) es un asentamiento de tipo urbano ruso de la República de Carelia y centro administrativo del raión homónimo. Hasta 1963 recibía el nombre de "Ukhta" (Ухта). En 2010 su población era de 4.529. Entre los años 1918 y 1920 fue la capital de un Estado no reconocido llamado "República de Uhtua".

## Demografía
| Año  | Población |
| ---- | --------- |
| 1959 | 3.494     |
| 1970 | 4.408     |
| 1979 | 4.834     |
| 1989 | 5.150     |
| 2002 | 5.578     |
| 2010 | 4.529     |

## Administración
Es la capital del raión homónimo y una de sus cuatro entidades locales. El territorio de la localidad incluye como pedanía el posiólok de Kúsiniemi.

## Clima
| Parámetros climáticos promedio de Kalevala | Parámetros climáticos promedio de Kalevala | Parámetros climáticos promedio de Kalevala | Parámetros climáticos promedio de Kalevala | Parámetros climáticos promedio de Kalevala | Parámetros climáticos promedio de Kalevala | Parámetros climáticos promedio de Kalevala | Parámetros climáticos promedio de Kalevala | Parámetros climáticos promedio de Kalevala | Parámetros climáticos promedio de Kalevala | Parámetros climáticos promedio de Kalevala | Parámetros climáticos promedio de Kalevala | Parámetros climáticos promedio de Kalevala | Parámetros climáticos promedio de Kalevala |
| Mes                                        | Ene.                                       | Feb.                                       | Mar.                                       | Abr.                                       | May.                                       | Jun.                                       | Jul.                                       | Ago.                                       | Sep.                                       | Oct.                                       | Nov.                                       | Dic.                                       | Anual                                      |
| ------------------------------------------ | ------------------------------------------ | ------------------------------------------ | ------------------------------------------ | ------------------------------------------ | ------------------------------------------ | ------------------------------------------ | ------------------------------------------ | ------------------------------------------ | ------------------------------------------ | ------------------------------------------ | ------------------------------------------ | ------------------------------------------ | ------------------------------------------ |
| Temp. máx. media (°C)                      | -9.2                                       | -8.7                                       | -2.7                                       | 3.1                                        | 10.2                                       | 16.9                                       | 19.6                                       | 16.8                                       | 10.5                                       | 3.7                                        | -2.3                                       | -6.7                                       | 4.3                                        |
| Temp. media (°C)                           | -13.2                                      | -12.8                                      | -7.4                                       | -1.3                                       | 5.5                                        | 12.2                                       | 15.1                                       | 12.7                                       | 7.2                                        | 1.3                                        | -5.1                                       | -10.3                                      | 0.3                                        |
| Temp. mín. media (°C)                      | -17.1                                      | -16.9                                      | -12.1                                      | -5.6                                       | 0.9                                        | 7.6                                        | 10.6                                       | 8.6                                        | 4.0                                        | -1.1                                       | -7.8                                       | -13.9                                      | -3.6                                       |
| Precipitación total (mm)                   | 29                                         | 24                                         | 25                                         | 28                                         | 40                                         | 60                                         | 66                                         | 72                                         | 62                                         | 47                                         | 45                                         | 32                                         | 530                                        |
| Fuente:                                    |                                            |                                            |                                            |                                            |                                            |                                            |                                            |                                            |                                            |                                            |                                            |                                            |                                            |